# 抽分場局
抽分場局，元明清掌管竹木柴薪税的衙門。

## 歷代沿革

### 元代[1]
抽分場提領所十處：柴墟東西口，海州新壩，北砂太倉，安河桃源，大湖東西口，時堡興化，高郵寶應，汶湖等處，雲山白水，安東州。每所各設提領一員、同提領一員、副提領一員，俱受宣徽院劄付。

### 明代[2]
官司有抽分場局，抽分在南京者， 龍江、大勝港、瓦屑壩抽分竹木局；在北京者，通州、白河、盧溝穚、通積、廣積抽分竹木局，大使各一人，副使各一人；在外者，曰真定、杭州、荊州、太平、蘭州、廣寧。又令軍衞自設場分，收貯柴薪。

### 清代[3]
文思院、廣積庫、柴炭司、通州抽分竹木局，各設大使一人。順治十五年並省。